# Little Jocko River
Little Jocko River är ett vattendrag i Kanada.   Det ligger i provinsen Ontario, i den sydöstra delen av landet, 290 km väster om huvudstaden Ottawa.
I omgivningarna runt Little Jocko River växer i huvudsak blandskog. Trakten runt Little Jocko River är nära nog obefolkad, med mindre än två invånare per kvadratkilometer.